# Tomás Santos e Silva
Tomás António dos Santos e Silva (Setúbal, 12 de abril de 1751 - Lisboa, 19 de janeiro de 1816), foi um escritor e poeta português.

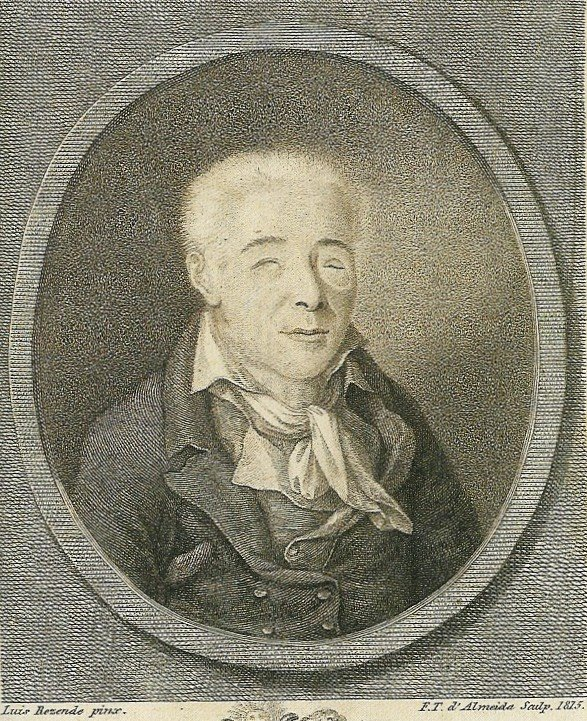
Tomás Santos e Silva

## Biografia
Tomás Santos e Silva nasceu em Setúbal, em 12 de abril de 1751, filho de Manuel António dos Santos e de Francisca Inácia.
Filho de uma família pobre, deveu ao seu padrinho, o desembargador Tomás da Costa de Almeida Castelo Branco, a possibilidade de prosseguir estudos, tendo frequentado a Faculdade de Medicina da Universidade de Coimbra.
A morte do seu padrinho obrigou-o a abandonar os estudos.
Em Lisboa, onde passou a viver, Tomás Santos Silva integrou a Nova Arcádia, com o nome de Tomino Sadino, evocando, tal como Bocage, seu amigo, a sua terra natal.
Aos 45 anos cegou, tendo passado a viver no Hospital de S. José, debaixo da proteção dos enfermeiros-mores Lourenço de Lencastre e Francisco de Almeida de Melo e Castro. A administração seguinte do hospital retirou-lhe, porém, estes privilégios.
Volta para o hospital, em 1814, muito doente, falecendo em 19 de janeiro de 1816.

## Obras
Entre outras obras, Santos e Silva escreveu:
- Écloga de Tomino e Laura (1781)
- Estro de Tomás António dos Santos e Silva Cetobricense (1792)
- Por Ocasião do Sempre Deplorável Falecimento do Excelentíssimo Senhor D.Pedro Caro e Sureda (1806)
- Silveira (1809)
- El-Rei D.Sebastião em África (póstumo, 1817)
- Sepultura de Lésbia : Poema em 12 Prantos[nota 1]
- Brasilíada (poema)[nota 2]